# Сабанова, Светлана Николаевна
Светлана Николаевна Сабанова (22 мая 1995) — российская футболистка, нападающая.

## Биография
Воспитанница красноярского футбола, также в детстве занималась вольной борьбой. На юношеском уровне признавалась лучшей нападающей межрегиональных соревнований по мини-футболу.
На взрослом уровне начала выступать в составе красноярского «Енисея» в первом дивизионе России. Становилась победительницей (2014) и серебряным призёром (2013) первой лиги. В середине 2010-х годов пропустила два сезона из-за травмы. В 2017 году, когда «Енисей» проводил дебютный сезон в высшей лиге, спортсменка вернулась в команду. Дебютный матч провела 13 августа 2017 года против «Кубаночки», заменив на 41-й минуте Наталью Кузьмину. Всего за половину сезона 2017 года сыграла 5 матчей в высшей лиге, после чего завершила профессиональную карьеру.
Окончила Институт физической культуры, спорта и туризма при Сибирском федеральном университете (Красноярск). Выступала за команду СФУ на всероссийских студенческих соревнованиях.